# SN 1999fw
SN 1999fw – supernowa typu Ia odkryta 3 listopada 1999 roku w galaktyce A233153+0009. W momencie odkrycia miała maksymalną jasność 21,10m.